# Иска (Ярковский район)
Иска — деревня в Ярковском районе Тюменской области России. Входит в состав Щетковского сельского поселения.

## География
Деревня находится на западе Тюменской области, в пределах Западно-Сибирской низменности, в подтаёжной зоне, в левобережной части долины реки Тобол, к востоку от автодороги Р404, на расстоянии примерно 6 километров (по прямой) к северо-востоку от села Яркова, административного центра района.

### Климат
Климат континентальный с холодной продолжительной зимой и тёплым относительно коротким летом. Средняя температура воздуха самого холодного месяца (января) — −19 °C (абсолютный минимум — −53 °C); самого тёплого месяца (июля) — 18 °C (абсолютный максимум — 34 °С). Продолжительность периода с устойчивыми морозами около 140 дней. Среднегодовое количество атмосферных осадков составляет 400—450 мм, из которых 310 мм выпадает в тёплый период. Продолжительность залегания снежного покрова составляет в среднем 160 дней.

### Часовой пояс
Деревня Иска, как и вся Тюменская область, находится в часовой зоне МСК+2. Смещение применяемого времени относительно UTC составляет +5:00.

## Население
| 2010 |
| ---- |
| 64   |

### Половой состав
По данным Всероссийской переписи населения 2010 года в половой структуре населения мужчины составляли 51,6 %, женщины — соответственно 48,4 %.

### Национальный состав
Согласно результатам переписи 2002 года, в национальной структуре населения русские составляли 92 % из 96 чел.